# Nery Castillo
Nery Alberto Castillo Confalonieri (San Luis Potosí, San Luis Potosí, México, 13 de junio de 1984) es un exfutbolista mexicano de ascendencia uruguaya que se desempeñaba como delantero. Su último equipo fue el Rayo Vallecano.

## Trayectoria
Mexicano de nacimiento, nació en la época en que su padre
jugaba en el fútbol mexicano para el Atlético Potosino. Sin embargo, Nery se cría en Uruguay, a donde se mudó cuando tenía apenas 2 años de edad y fue ahí donde comenzó a practicar el deporte. Empezó a jugar a la corta edad de 16 años, para el Danubio, sin embargo no debutaría en la Primera División del balompié uruguayo debido a su rápida migración al fútbol europeo.
Mientras participaba con el equipo de fuerzas básicas de Danubio en un torneo brasileño, varios buscadores de talento de diversos clubes europeos vieron a Nery. Su padre y agente decidieron que la mejor oportunidad para su hijo estaba con el Manchester United. A los 16 años recibió una oferta de Manchester United, pero problemas burocráticos evitaron el pase del centrocampista. Nery no pudo obtener un permiso de trabajo y las puertas para entrar al club inglés quedaron cerradas; pero después aceptaría la oferta del que hasta 2007 fue su club, el Olympiacos F.C.
En verano de 2007 tras una polémica y fuerte transacción Nery deja el Olympiacos F.C. para pasar a ser parte del Shakhtar Donetsk ucraniano, equipo con el que solo se mantiene 6 meses debido a su baja participación con tan solo 8 partidos disputados y un solo gol anotado. Luego de tener una campaña no prolífica en el Shakhtar Donetsk, en el mercado de fichajes de invierno de 2007 se oficializa su pase en calidad de préstamo con opción a compra por un año al Manchester City, equipo que ya había pujado por él en el mercado de fichajes anterior. Con el traspaso al Shakhtar Donetsk de Ucrania se convierte en el jugador mexicano más caro por el que haya pagado un club europeo, el fichaje de Nery fue por 20 millones de euros, aunque fue cedido en préstamo con opción a compra al Manchester City.
El club español Real Betis estaba interesado en contratar al atacante mexicano, y cuando las negociaciones estaban al punto de cerrarse completamente y de que Nery firmara con el club sevillano, Real Betis renuncia a sus intentos de contratar a Nery ya que el Shakhtar Donetsk se negó a incluir en el contrato de préstamo la opción de compra y por ahora no tenía intenciones de vender al delantero mexicano, por lo que Nery sigue siendo del Manchester City.
El 19 de octubre de 2008 la directiva del Club Deportivo Guadalajara trató de llegar a un acuerdo para que Nery reforzara al club en la Copa Sudamericana 2008, pero el traspaso no se croncreta y Nery no es traspasado a Chivas. Sin embargo, el 11 de noviembre de ese año parecía que Nery si reforzaría al equipo en la Copa Sudamericana 2008 y en el Apertura 2008, ya que se había anunciado su traspaso y solo estaban esperando el pase desde Europa, pero se vuelve a caer el préstamo ya que el equipo cerró cualquier negociación con el Shakhtar Donetsk al descubrir que el equipo ucraniano no mandaría el pase de Nery y por ser engañados por el representante del jugador Juan Carlos Padilla.
En enero de 2009 termina su préstamo con el Manchester City y regresa al Shakhtar Donetsk, y el 17 de enero de ese mismo año anota su segundo gol con el Shakhtar en la Copa Maspalomas contra el Borussia Mönchengladbach, contribuyendo en el marcador que finalizó 3-0, a favor del Shakhtar, después de casi un año de no ver actividad.
El 20 de mayo de 2009, su club Shakhtar Donetsk gan la Copa de la UEFA. Este título no se le adjudicó debido a que no disputó ningún minuto con el equipo en el torneo.
El 23 de mayo de 2009 Nery juega sus primeros 90 minutos después de un año y medio, en la victoria 2-0 del Shakhtar Donetsk frente al SC Tavriya Simferopol, colaborando con un gol al minuto 73.
El 30 de julio de ese mismo año fue cedido en préstamo al Dnipro Dnipropetrovsk hasta el fin de la temporada 2009-10. Debutó con el Dnipro el 1 de agosto contra el FC Zorya Lugansk, entrando de cambio tras el descanso. En ese partido el Dnipro se impuso por 1-0. Su segundo partido con el Dnipro fue el 7 de agosto contra el Arsenal Kiev, entrando de cambio al minuto 70 por Volodymyr Homenyuk, al final el partido terminó en empate a 1-1.
El 15 de enero de 2010 se concreta el regreso a su antiguo club el Olympiacos F.C. donde jugara el siguiente año y medio en busca de más actividad para recuperar su nivel y poder pelear un lugar en Sudáfrica 2010.
El 19 de enero de 2010 se cancela el regreso de Nery Castillo al club de Olympiacos F.C. ya que el Shakhtar Donetsk pide por el mexicano €12 millones, cantidad que el Olympiacos F.C. no puede pagar.
A la fecha de 22 de enero de 2010, parece que finalmente Nery Castillo si regresara a Grecia con el Olympiacos F.C., ya que su hermano declara tener un contrato de préstamo con entre el Shaktar Donetsk y el equipo griego por $1.5 millones. Pero finalmente su traspaso se vio negado por la excesiva cantidad de dinero que pedía el Shaktar.
El 14 de junio de 2012 se hace oficial la llegada de Nery Castillo al club futbol Pachuca de México, por un contrato por tres años. Cabe destacar, que será la primera vez que el ex seleccionado juega en el balompié mexicano, después de una aventura de 8 años por el fútbol del Viejo Continente.
Después de un paso efímero por el Pachuca, el 10 de diciembre del 2012, Nery Castillo se integra al Club León como refuerzo de cara al Clausura 2013 y la Copa Libertadores 2013.
Después de múltiples problemas con el Pachuca termina su contrato y su relación con el club en julio de 2013, y adquiere su carta quedando como jugador libre dueño de su carta. Y finalmente, dos días después llega a un acuerdo con el Rayo Vallecano de Madrid, con el cual firmará un contrato por dos años.

## Selección nacional

### Controversia con la selección nacional
A la edad de 10 años en que aceptó la oferta del club holandés Club Ajax (rojos), simultáneamente fue invitado a la selección de fútbol de Uruguay Sub-17 que se preparaba para el torneo del mundial de la categoría; él aceptó pero lo sacaron de la lista por razones aun desconocidas antes del torneo. A los 19 años, rechazo una invitación para jugar en la selección nacional mexicana.
Tres años después de que ingresó al equipo griego comenzó a brillar gracias a su capacidad y cualidades que le permiten que juegue en cualquier posición ofensiva. Esas características dieron lugar a que Ricardo La Volpe (entonces técnico de la selección mexicana) y Juan Ramón Carrasco, entonces encargado del equipo nacional de Uruguay se disputarán los servicios de Nery.
Un año después de que rechazara la invitación de México, y siendo mandado a la banca en el Olympiacos por considerarlo problemático, su padre envió un comunicado a la prensa mexicana de que su hijo estaba listo para jugar con la selección mexicana pero fueron interrumpidos porque el Olympiacós no estaba interesado en la negociación para su transferencia.
Otros informes indicaban que el director técnico Otto Rehhagel del seleccionado griego había solicitado a funcionarios de la federación griega asegurar al jugador lo más rápidamente posible y hablar con el jugador mismo para saber de sus intenciones, ya que Castillo estaba acercándose a siete años como residente de Grecia, el mínimo necesario para que un atleta gane la nacionalidad griega conforme a las leyes de aquel país.
Especulaciones sobre el interés de la federación griega del balompié se había levantado de nuevo. La información falsa se escapó a los medios mexicanos: supuestamente uno de los compañeros de equipo de Nery indicó que el jugador podría pronto declarar que va a jugar para la selección griega. El informe demandó que Nery elegiría Grecia porque la federación griega del balompié estaba dispuesta a pagarle setecientos mil euros y a darle otras ventajas al juego para su equipo nacional.
Este hecho fue interpretado por la prensa mexicana como un desaire por intereses económicos, haciendo de la imagen de Nery y su padre como mercenarios que comparaban ofertas para vender su convocatoria al seleccionado nacional que ofreciera más dinero (entre México, Grecia y Uruguay). En realidad, fue un cúmulo de factores extrafutbolísticos lo que orilló a Nery a dilatar su decisión final.
Se habló de un sinfín de razones: amenaza de rescisión de su contrato con el Olympiakos si no optaba por el combinado griego, las presiones de familiares y amigos, y hasta de su novia griega que amenazó con romper con él si elegía a México y no a Grecia como selección nacional. Estos motivos no pudieron ser confirmados.
Hugo Sánchez (Quien era D.T. de la selección mexicana) fue quien pudo convencerlo de optar por el seleccionado mexicano, ya que además de ser la primera opción de Castillo en lo personal, las ventajas futbolísticas de proyección internacional fue lo que inclinó la balanza a favor del seleccionado mexicano.
El 30 de noviembre de 2006, Nery Castillo anunció que él está listo e impaciente para jugar en el equipo nacional mexicano en la próxima Copa América y la Copa de Oro de la CONCACAF en el 2007. El 5 de febrero de 2007, Castillo fue convocado para el próximo juego contra Estados Unidos el 7 de febrero de 2007. Sin embargo, él no apareció en la banca, probablemente debido a la lesión en el tobillo izquierdo. Declinó también las convocatorias de Hugo Sánchez en partidos amistosos contra Ecuador y Paraguay en marzo del mismo año, alegando motivos personales.
El 21 de mayo del 2007 se presentó a entrenar con la selección nacional mexicana en la Ciudad de México con miras a participaciones en partidos amistosos contra las selecciones de Irán y Paraguay y en los torneos oficiales de la Copa de Oro y Copa América. Explicó que sus ausencias se debieron al grave estado de salud de su madre y que agradecía a Hugo Sánchez mantener en secreto.

### Debut
Después de una larga espera por parte de sus aficionados, Nery Castillo debutó con la selección tricolor en su ciudad natal San Luis Potosí, el 2 de junio de 2007 contra la selección de Irán. Juego en el que México resultó vencedor por 4-0 y en el que Castillo consolidó la aceptación definitiva de los mexicanos.
Su primer partido oficial con la Selección Nacional de México tuvo fecha el 5 de junio de 2007, este partido lo disputó contra la selección de Cuba quien sorpresivamente comenzó dominando el partido, pero el delantero del Olympiacos hizo el segundo tanto que le daría a México la victoria, siendo el primer gol de Castillo en un torneo oficial con la selección. Fue nombrado oficialmente el mejor jugador del partido. En ese mismo torneo, el equipo mexicano cae en la final de la Copa Oro ante Estados Unidos por marcado de 1-2, negando así su participación en la Copa Confederaciones 2009. Más tarde, consigo con México el tercer lugar en la Copa América del 2007, la cual se disputó pocos días después de la Copa de Oro de Concacaf, dicha copa América tuvo como sede Venezuela en la que Nery cumplió con muy buenas actuaciones, la más destacada de ella contra el equipo de Brasil encuentro en el que anotaría uno de los goles más recordados del potosino con la selección y encantando a la afición mexicana e internacional. A partir de esta actuación Nery generó el interés de clubes de renombre en el continente europeo.

### Participaciones en Copas internacionales
| Torneo            | Sede           | Resultado    | Part. | Goles |
| ----------------- | -------------- | ------------ | ----- | ----- |
| Copa América 2007 | Venezuela      | Tercer lugar | 6     | 4     |
| Copa de Oro 2007  | Estados Unidos | Subcampeón   | 6     | 1     |

## Estadísticas
| Club | Div.          | Temporada     | Liga  | Liga  | Copas nacionales(1) | Copas nacionales(1) | Copas internacionales(2) | Copas internacionales(2) | Total | Total | Media goleadora(3) |
| Club | Div.          | Temporada     | Part. | Goles | Part.               | Goles               | Part.                    | Goles                    | Part. | Goles | Media goleadora(3) |
| --- | ------------- | ------------- | ----- | ----- | ------------------- | ------------------- | ------------------------ | ------------------------ | ----- | ----- | ------------------ |
| Olympiakos F. C. · Grecia | 1.ª           | 2000-01       | 1     | 0     | 3                   | 1                   | —                        | —                        | 4     | 1     | 0.02               |
| Olympiakos F. C. · Grecia | 1.ª           | 2001-02       | 1     | 0     | 7                   | 1                   | —                        | —                        | 8     | 1     | 0.13               |
| Olympiakos F. C. · Grecia | 1.ª           | 2002-03       | 9     | 3     | 7                   | 1                   | —                        | —                        | 16    | 4     | 0.25               |
| Olympiakos F. C. · Grecia | 1.ª           | 2003-04       | 26    | 7     | 8                   | 2                   | 5                        | 2                        | 39    | 11    | 0.28               |
| Olympiakos F. C. · Grecia | 1.ª           | 2004-05       | 26    | 6     | 4                   | 1                   | 5                        | 0                        | 35    | 7     | 0.2                |
| Olympiakos F. C. · Grecia | 1.ª           | 2005-06       | 17    | 2     | 5                   | 2                   | —                        | —                        | 22    | 4     | 0.18               |
| Olympiakos F. C. · Grecia | 1.ª           | 2006-07       | 25    | 12    | 5                   | 0                   | 5                        | 3                        | 35    | 15    | 0.43               |
| Olympiakos F. C. · Grecia | Total club    | Total club    | 105   | 30    | 34                  | 8                   | 15                       | 5                        | 154   | 43    | 0.28               |
| F. C. Shakhtar Donetsk · Ucrania | 1.ª           | 2007-08       | 8     | 0     | 1                   | 0                   | 5                        | 1                        | 14    | 1     | 0.07               |
| F. C. Shakhtar Donetsk · Ucrania | Total club    | Total club    | 8     | 0     | 1                   | 0                   | 5                        | 1                        | 14    | 1     | 0.07               |
| Manchester City F. C. Inglaterra | 1.ª           | 2007-08       | 7     | 0     | 2                   | 0                   | —                        | —                        | 9     | 0     | 0                  |
| Manchester City F. C. Inglaterra | Total club    | Total club    | 7     | 0     | 2                   | 0                   | 0                        | 0                        | 9     | 0     | 0                  |
| F. C. Shakhtar Donetsk · Ucrania | 1.ª           | 2008-09       | 4     | 1     | —                   | —                   | —                        | —                        | 4     | 1     | 0.25               |
| F. C. Shakhtar Donetsk · Ucrania | Total club    | Total club    | 4     | 1     | 0                   | 0                   | 0                        | 0                        | 4     | 1     | 0.25               |
| F. C. Dnipró · Ucrania | 1.ª           | 2009-10       | 3     | 0     | —                   | —                   | —                        | —                        | 3     | 0     | 0                  |
| F. C. Dnipró · Ucrania | Total club    | Total club    | 3     | 0     | 0                   | 0                   | 0                        | 0                        | 3     | 0     | 0                  |
| Chicago Fire Estados Unidos | 1.ª           | 2010          | 8     | 0     | —                   | —                   | —                        | —                        | 8     | 0     | 0                  |
| Chicago Fire Estados Unidos | Total club    | Total club    | 8     | 0     | 0                   | 0                   | 0                        | 0                        | 8     | 0     | 0                  |
| Aris Salónica · Grecia | 1.ª           | 2010-11       | 10    | 2     | —                   | —                   | 1                        | 0                        | 11    | 2     | 0.18               |
| Aris Salónica · Grecia | 1.ª           | 2011-12       | 20    | 6     | 1                   | 1                   | —                        | —                        | 21    | 7     | 0.33               |
| Aris Salónica · Grecia | Total club    | Total club    | 30    | 8     | 1                   | 1                   | 1                        | 0                        | 32    | 9     | 0.28               |
| C. F. Pachuca · México | 1.ª           | 2012-13       | 13    | 1     | 2                   | 0                   | —                        | —                        | 15    | 1     | 0.07               |
| C. F. Pachuca · México | Total club    | Total club    | 13    | 1     | 2                   | 0                   | 0                        | 0                        | 15    | 1     | 0.07               |
| C. León · México | 1.ª           | 2012-13       | 7     | 0     | —                   | —                   | 2                        | 0                        | 9     | 0     | 0                  |
| C. León · México | Total club    | Total club    | 7     | 0     | 0                   | 0                   | 2                        | 0                        | 9     | 0     | 0                  |
| Rayo Vallecano de Madrid · España | 1.ª           | 2013-14       | 11    | 2     | 4                   | 0                   | —                        | —                        | 15    | 2     | 0.13               |
| Rayo Vallecano de Madrid · España | Total club    | Total club    | 11    | 0     | 4                   | 0                   | 0                        | 0                        | 15    | 2     | 0.13               |
| Total carrera | Total carrera | Total carrera | 196   | 42    | 49                  | 9                   | 23                       | 6                        | 268   | 57    | 0.21               |
| (1) Incluye datos de la Copa de Grecia, Copa de México, Copa del Rey. (2) Incluye datos de la Liga de Campeones de la UEFA, Liga Europa de la UEFA, Copa Libertadores. (3) No incluye datos de partidos amistosos. |               |               |       |       |                     |                     |                          |                          |       |       |                    |

## Palmarés

### Campeonatos nacionales
| Título                   | Club            | País    | Año  |
| ------------------------ | --------------- | ------- | ---- |
| Liga de fútbol de Grecia | Olympiacos F.C. | Grecia  | 2000 |
| Liga de fútbol de Grecia | Olympiacos F.C. | Grecia  | 2001 |
| Liga de fútbol de Grecia | Olympiacos F.C. | Grecia  | 2002 |
| Liga de fútbol de Grecia | Olympiacos F.C. | Grecia  | 2003 |
| Copa de Grecia           | Olympiacos F.C. | Grecia  | 2005 |
| Liga de fútbol de Grecia | Olympiacos F.C. | Grecia  | 2005 |
| Copa de Grecia           | Olympiacos F.C. | Grecia  | 2006 |
| Liga de fútbol de Grecia | Olympiacos F.C. | Grecia  | 2006 |
| Liga de fútbol de Grecia | Olympiacos F.C. | Grecia  | 2007 |
| Liga Premier de Ucrania  | Shaktar Donetsk | Ucrania | 2008 |
| Copa de Ucrania          | Shaktar Donetsk | Ucrania | 2008 |